# Курачицкий, Владимир Васильевич
Владимир Васильевич Курачицкий (1913—1997) — старший лейтенант Советской Армии, участник Великой Отечественной войны, Герой Советского Союза (1945).

## Биография
Владимир Курачицкий родился 15 июля 1913 года в селе Горошки (ныне — в черте города Полонное Хмельницкой области Украины). После окончания десяти классов школы и Одесского сельскохозяйственного института работал агрономом. В ноябре 1940 года Курачицкий был призван на службу в Рабоче-крестьянскую Красную Армию. С июля 1941 года — на фронтах Великой Отечественной войны. Принимал участие в боях на Южном, Западном, Брянском, Белорусском, 1-м Украинском фронтах, три раза был ранен. В 1944 году Курачицкий окончил курсы политсостава.
К январю 1945 года гвардии лейтенант Владимир Курачицкий был парторгом 3-го батальона 342-го гвардейского стрелкового полка 121-й гвардейской стрелковой дивизии 13-й армии 1-го Украинского фронта. Отличился во время освобождения Польши. 26 января 1945 года Курачицкий одним из первых в батальоне переправился через Одер в районе Штейнау (ныне — Сцинава) и принял активное участие в боях за захват и удержание плацдарма на его западном берегу.
Указом Президиума Верховного Совета СССР от 10 апреля 1945 года за «образцовое выполнение боевых заданий командования на фронте борьбы с немецкими захватчиками и проявленные при этом мужество и героизм» гвардии лейтенант Владимир Курачицкий был удостоен высокого звания Героя Советского Союза с вручением ордена Ленина и медали «Золотая Звезда» за номером 4800.
В апреле 1947 года в звании старшего лейтенанта Курачицкий был уволен в запас. Первоначально проживал в Шепетовке, работал госинспектором по определению урожайности. Выйдя на пенсию, поселился в селе Вишневчик Чемеровецкого района Хмельницкой области Украины. Скончался 15 марта 1997 года, похоронен в Вишневчике.
Был также награждён орденами Отечественной войны 1-й степени и Красной Звезды, рядом медалей.